# Janet Hopps
Janet Hopps Adkisson (Berkeley, 4 agosto 1934) è un'ex tennista statunitense.

## Biografia
Ha cominciato a giocare a tennis a dodici anni vincendo i primi titoli in California, la famiglia è spostata a Seattle nel 1953 e ha continuato a giocare negli anni di università diventando la numero uno nel team maschile. Si è sposata nel 1962 con William Adkisson e ha iniziato a usare il doppio cognome.

## Carriera
Il primo risultato importante arriva nel 1951, ancora diciassettenne vince il Pacific Coast Championships in coppia con Dorothy Head Knode nella sua Berkeley, vincerà nuovamente il torneo nel 1957 mentre nel 1959 trionferà sia nel doppio che nel doppio misto.
Nel 1956 ha vinto il Cincinnati Open insieme a Karol Fageros mentre nel 1961 ha vinto sia in singolare che nel doppio agli U.S. Indoor Championships, nei tornei dello Slam i risultati migliori sono arrivati nel doppio infatti nella stagione 1959 ha raggiunto i quarti al Roland Garros (con Maria Bueno) mentre è avanzata fino all'incontro per il titolo agli U.S. National Championships insieme a Bob Mark. L'anno successivo ha raggiunto le semifinali di Wimbledon sia nel doppio femminile con Karen Hantze che nel doppio misto ancora in coppia con Bob Mark.
La sua carriera si è interrotta nel 1961 a causa di un infortunio al ginocchio, ha intrapreso la carriera da allenatrice nella sua Seattle University.

## Finali del Grande Slam

### Doppio misto

#### Finali perse (1)
| Anno | Torneo                       | Compagno | Avversari in finale                  | Punteggio       |
| 1959 | U.S. Championships, New York | Bob Mark | Margaret Osborne duPont Neale Fraser | 7-5, 13-15, 6-2 |